# Angelo P. Graham
Pour les articles homonymes, voir Graham.
Angelo P. Graham est un directeur artistique américain né en 1947 et mort le 7 novembre 2017.

## Filmographie (sélection)
- 1970 : Little Big Man d'Arthur Penn
- 1972 : Junior Bonner, le dernier bagarreur (Junior Bonner) de Sam Peckinpah
- 1972 : Guet-apens (The Getaway) de Sam Peckinpah
- 1974 : Le Parrain 2 (Mario Puzo's The Godfather: Part II) de Francis Ford Coppola
- 1975 : Adieu ma jolie (Farewell, My Lovely) de Dick Richards
- 1978 : Têtes vides cherchent coffres pleins (The Brink's Job) de William Friedkin
- 1979 : Apocalypse Now de Francis Ford Coppola
- 1982 : Hammett de Wim Wenders
- 1983 : Wargames de John Badham
- 1984 : Le Flic de Beverly Hills (Beverly Hills Cop) de Martin Brest
- 1984 : Le Meilleur (The Natural) de Barry Levinson
- 1988 : Midnight Run de Martin Brest
- 1992 : Le Temps d'un week-end (Scent of a Woman) de Martin Brest
- 1992 : Sang chaud pour meurtre de sang-froid (Final Analysis) de Phil Joanou
- 1993 : Soleil levant (Rising Sun) de Philip Kaufman
- 1993 : Madame Doubtfire (Mrs. Doubtfire) de Chris Columbus
- 2000 : La Légende de Bagger Vance (The Legend of Bagger Vance) de Robert Redford

## Distinctions

### Récompenses
- Oscar des meilleurs décors
  - en 1975 pour Le Parrain 2

### Nominations
- Oscar des meilleurs décors
  - en 1979 pour Têtes vides cherchent coffres pleins
  - en 1980 pour Apocalypse Now
  - en 1985 pour Le Meilleur
- British Academy Film Award des meilleurs décors
  - en 1984 pour Wargames